# Speedball (album)
Speedball è un album EP live di Lee Morgan, pubblicato dalla Trip Jazz Records nel 1974. Il disco fu registrato dal vivo nel luglio del 1970 al The Lighthouse, Hermosa Beach, California (Stati Uniti).

## Tracce
Lato A
1. Willow Weep for Me – 20:28 (Ann Ronell)

Lato B
1. Peyote – 13:14 (Bennie Maupin)
2. Speedball/Theme – 6:18 (Lee Morgan)

## Musicisti
- Lee Morgan - tromba, flicorno
- Bennie Maupin - sassofono tenore, flauto, clarinetto basso
- Harold Mabern - pianoforte
- Jymie Merritt - basso elettrico
- Mickey Roker - batteria (tranne brano: B2)
- Jack DeJohnette - batteria (solo nel brano: B2)